# 不思議な世界
「不思議な世界」（ふしぎなせかい）は宇徳敬子6枚目のシングル。規格品番：ZADL-1044。1995年6月12日にZAIN RECORDSから発売された。

## 概要
宇徳敬子の6枚目のソロシングル。編曲はDIMENSION。ミュージック・ビデオは初めてバックバンドを従え撮影されており、ライブ感を意識したものとなっている。本作以後、ライブハウスでのバンド形式のMVが幾度か制作された。

## 収録曲
全曲作詞・作曲+コーラスアレンジ：宇徳敬子
1. 不思議な世界
編曲：DIMENSION
2. 恋はサディスティック
編曲：池田大輔
3. 不思議な世界 （オリジナル・カラオケ）

## 参加ミュージシャン
- DIMENSION
- 池田大輔

## タイアップ
- 伊藤園「お〜いお茶」コマーシャルソング